# Ramos, Ensenada
Ramos, Ensenada är en vik i Antarktis. Den ligger i Sydshetlandsöarna. Argentina, Chile och Storbritannien gör anspråk på området.